# 大村埤腳五通宮
23°58′34″N 120°32′04″E / 23.976092°N 120.534465°E
大村埤腳五通宮是一座位於彰化縣大村鄉新興村主祀五顯大帝的廟宇，亦是當地重要的信仰中心，是全台灣供奉五顯大帝歷史最悠久的廟宇之一。

## 歷史
明末清初之時，有黃姓先民自福建省漳州府紹安縣官陂鄉五通村奉請五顯大帝來台奉祀，自鹿港登陸後來到今日的大村鄉新興村(埤腳)興建茅草小祠供奉，當地居民某次發現自茅草屋中發出毫光，認為是五顯大帝顯靈，便於清道光五年(1825年)由仕紳黃心南等人號召修建廟宇，於昭和五年有重修的紀錄。

## 祀神
埤腳五通宮主祀五顯大帝，其部將與天上聖母相同，為千里眼與順風耳。

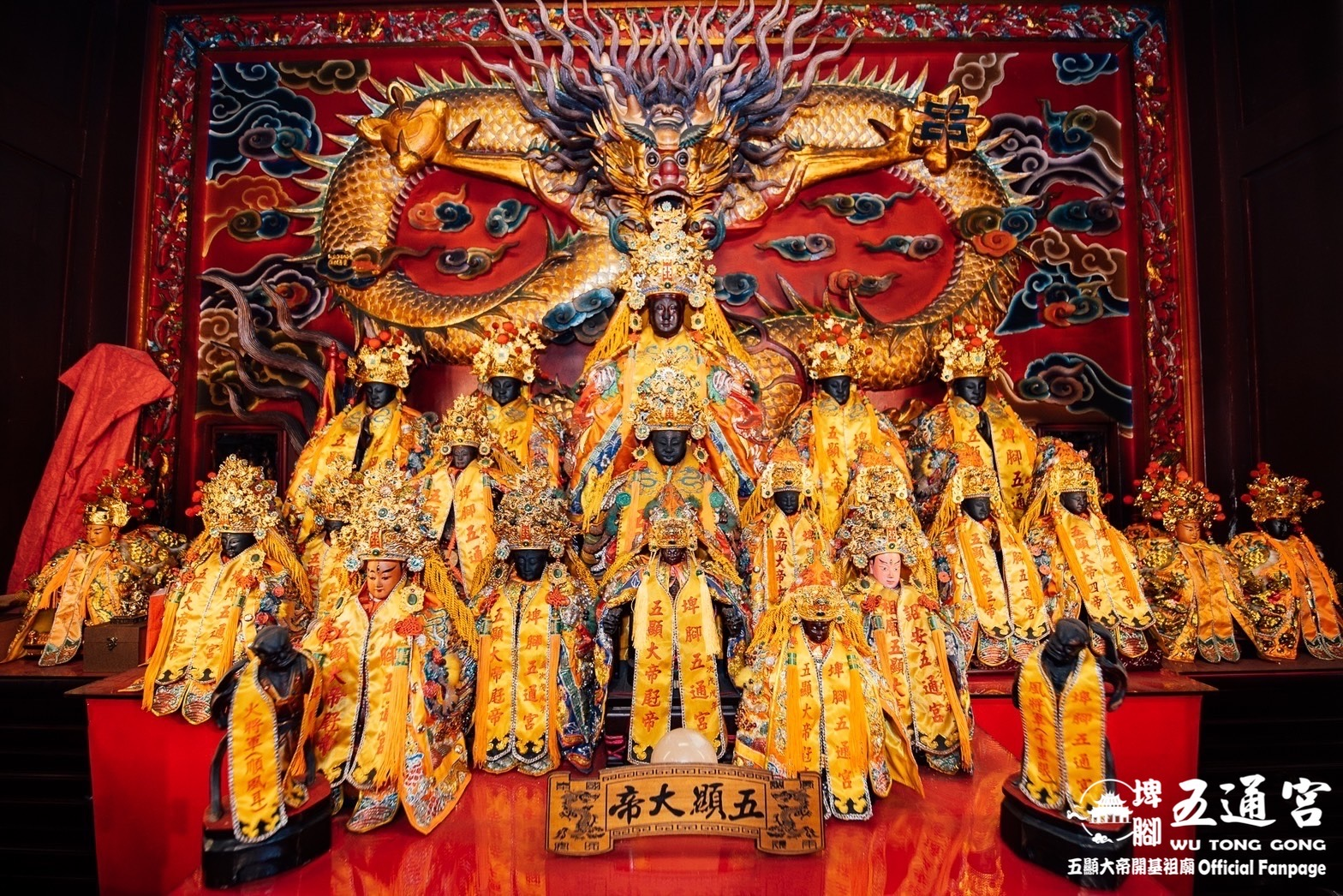
埤腳五通宮五顯大帝聖像

## 戲曲
西元2024年，為紀念五顯大帝渡台360周年，由導演黃駿雄與製作人王博睿共同製作歌仔戲《五通攻略首部曲—五顯屘帝》，詮釋五顯大帝的神蹟故事，並供請五顯大帝神尊至霧峰林家宮保第觀看演出。